# Evolution (Journey)
Evolution is het vijfde studioalbum van Journey.
Journey zette haar muzikale reis voort met muziekproducent Roy Thomas Baker, maar verloor Ainsley Dunbar onderweg aan Jefferson Starship. Steve Smith voorheen bij Ronnie Montrose kwam hem vervangen. Hij gaf de band een nog wat steviger geluid en dat bleek weer voornamelijk in de Verenigde Staten meer succes op te leveren. Het album haalde de 20e plaats in de Billboard 200albumlijst. Niet alleen het album was succesvol, ook de single, Lovin’, touchin’, squeezin’ verkocht goed aldaar; het haalde de 16e plaats in de Billboard Hot 100. Het nummer is gebaseerd op het nummer Nothing can change this love van Sam Cooke. In Europa haalde zowel single als album geen hitlijst.
Het album is opgenomen in de Cherokee Studio in Los Angeles in 1978 en 1979.

## Musici
- Neal Schon – gitaar, gitaarsynthesizer, zang
- Steve Perry - zang
- Gregg Rolie – toetsinstrumenten, zang
- Steve Smith – slagwerk en percussie
- Ross Valory – basgitaar, Moog bass, zang

## Muziek
| Nr. | Titel                                            | Duur |
| --- | ------------------------------------------------ | ---- |
| 1.  | Majestic (Perry, Schon)                          | 1:16 |
| 2.  | Too late (Perry, Schon)                          | 2:58 |
| 3.  | Lovin', Touchin', Squeezin' (Perry)              | 3:55 |
| 4.  | City of the angels (Perry, Rolie, Schon)         | 3:12 |
| 5.  | When you're alone (it ain't easy) (Perry, Schon) | 3:10 |
| 6.  | Sweet and simple (Perry)                         | 4:13 |
| 7.  | Lovin' you is easy (Perry, Schon, Greg Errico)   | 3:38 |
| 8.  | Just the same way (Rolie, Schon, Valory)         | 3:18 |
| 9.  | Do you recall (Perry, Rolie)                     | 3:13 |
| 10. | Daydream (Perry, Rolie, Schon, Valory)           | 4:42 |
| 11. | Lady Luck (Perry, Schon, Valory)                 | 3:35 |